# Misadventures
Misadventures é o quarto álbum de estúdio da banda de rock americana Pierce the Veil, lançado em 13 de maio de 2016. Produzido por Dan Korneff e a gravadora Fearless Records, foi gravado entre 2014 e 2015 em Nova Iorque.

## Visão geral e produção
Quando questionado pela Rock Sound sobre o significado do nome do álbum, o vocalista Vic Fuentes contou que "Meio que representa nossas vidas pelos últimos anos que estávamos gravando este álbum. Todas os passos diferentes que foram tomados, os lugares diferentes que este nos levou. É uma daquelas coisas de quando você cria um plano e você sabe que as vezes as coisas não vão do jeito que você planejou. Meio que foi isso que aconteceu. Havia todos essas diferentes e inesperadas mudanças que apareceram no nosso caminho enquanto nós tentavamos encontrar o fim do álbum. É isso que o título representa."

## Lançamento
Planos de um álbum a caminho foram inicialmente anunciados em 23 de dezembro de 2013 - a banda liberou uma atualização de feriado anunciando que eles lançariam um novo álbum em 2014 pela Fearless Records. Depois, em uma entrevista com a Alternative Press Vic Fuentes declarou que a banda estava visando adiar o lançamento para o começo de 2015. A razão pelo atraso na data de lançamento ocorreu pelas várias semanas gastas com a produção de duas músicas que a banda escreveu enquanto gravavam o novo álbum no estúdio.
Novamente, as ambições da banda pelo lançamento no começo de 2015 não se realizaram e o lançamento foi adiado para mais tarde, em 2016.
Em 18 de março de 2016, foi anunciado que o álbum seria lançado em 13 de maio pela Fearless Records, produzido por Dan Korneff.

## Faixas
| N.º            | Título                              | Duração |  |
| 1.             | "Dive In"                           | 4:52    |  |
| 2.             | "Texas Is Forever"                  | 3:39    |  |
| 3.             | "The Divine Zero"                   | 4:08    |  |
| 4.             | "Floral & Fading"                   | 3:29    |  |
| 5.             | "Phantom Power and Ludicrous Speed" | 3:50    |  |
| 6.             | "Circles"                           | 3:44    |  |
| 7.             | "Today I Saw the Whole World"       | 3:41    |  |
| 8.             | "Gold Medal Ribbon"                 | 3:58    |  |
| 9.             | "Bedless"                           | 4:44    |  |
| 10.            | "Sambuka"                           | 2:36    |  |
| 11.            | "Song for Isabelle"                 | 4:50    |  |
| Duração total: | Duração total:                      | 43:36   |  |

| Faixas bônus da edição Deluxe |                                          |         |  |
| N.º                           | Título                                   | Duração |  |
| 1.                            | "Floral & Fading" (Acústico)             | 3:48    |  |
| 2.                            | "Today I Saw the Whole World" (Acústico) | 3:27    |  |

## Membros
- Vic Fuentes - vocais, guitarra rítmica, teclado
- Tony Perry - guitarra solo
- Jaime Preciado - baixo, vocais de apoio
- Mike Fuentes - bateria

## Paradas
| Parada (2016)                                 | Posição de pico |
| --------------------------------------------- | --------------- |
| Austrália (ARIA)                              | 12              |
| Bélgica (Ultratop Flandres)                   | 83              |
| Canadá (Billboard)                            | 13              |
| Alemanha (Offizielle Deutsche Charts)         | 98              |
| Irlanda (IRMA)                                | 68              |
| Nova Zelândia (RMNZ)                          | 22              |
| Scottish Albums (OCC)                         | 10              |
| Reino Unido (Official Albums Chart)           | 17              |
| UK Rock & Metal Albums ( OCC)                 | 1               |
| Estados Unidos (Billboard 200)                | 4               |
| Estados Unidos (Top Alternative Albums)       | 1               |
| Estados Unidos (Digital Albums)               | 5               |
| Estados Unidos (Top Hard Rock Albums)         | 1               |
| Estados Unidos (Billboard Independent Albums) | 1               |
| Estados Unidos (Top Rock Albums)              | 1               |
| Estados Unidos (Top Vinyl Albums)             | 3               |

| Parada (2016)                  | Posição de pico |
| ------------------------------ | --------------- |
| US Top Rock Albums (Billboard) | 34              |